# Turkmenische Fußballnationalmannschaft der Frauen
Die turkmenische Fußballnationalmannschaft der Frauen ist die Auswahlmannschaft der Türkmenistanyň Futbol Federasiýasy, die das zentralasiatische Land Turkmenistan auf internationaler Ebene bei Frauen-Länderspielen vertritt. Bisher nahm die Mannschaft noch an keinem offiziell von der AFC oder der FIFA organisiertem Wettbewerb teil. Aktueller Trainer ist der ehemalige Nationalspieler Kamil Mingazow.

## Geschichte
Wann die Mannschaft das erste Mal ein Spiel bestritten hat, ist nicht genau bekannt. Das erste bekannte Turnier war jedoch die dritte Ausgabe des Turkish Women’s Cup im Jahr 2019. Dort wurden die Spielerinnen in die Gruppe A zusammen mit Rumänien, Usbekistan und Indien gelost. Am Ende der Gruppenphase landete die Mannschaft ohne Punkte nach drei Niederlagen auf dem letzten Platz der Gruppe. Dabei ging keine Niederlage unter zehn Gegentoren aus. Die turkmenische Auswahl konnte selber nur ein einziges Tor erzielen. Dies war bei der 1:11-Niederlage gegen Usbekistan in der 67. Minute durch die Spielerin Bakshiyeva. Die höchste Niederlage im Turnier war ein 13:0 gegen Rumänien am 27. Februar 2019. Gleichzeitig war dies auch der bislang höchste Sieg für die rumänische Auswahl. Das abschließende Spiel um Platz 7 verlor die Mannschaft mit 0:3 gegen Jordanien. Zur Qualifikation für die Asienmeisterschaft 2022 hätten sie gegen Taiwan, Bahrain und Laos gespielt. Allerdings zogen sie sich vor dem Qualifikationsstart vom Wettbewerb zurück.

## Turniere

### Olympische Spiele
- 1996 bis 2020: Nicht teilgenommen
- 2024: Zurückgezogen
- 2028: Nicht qualifiziert

### Weltmeisterschaft
- 1991: Teil der Sowjetunion
- 1995 bis 2019: Nicht teilgenommen
- 2023: Zurückgezogen
- 2027: Nicht qualifiziert

### Asienmeisterschaft
- 1975 bis 1991: Teil der Sowjetunion
- 1993 bis 2018: Nicht teilgenommen
- 2022: Zurückgezogen
- 2026: Nicht qualifiziert